# Ларше, Жан-Клод
Жан-Клод Ларше́ (фр. Jean-Claude Larchet; род. 9 августа 1949, Бадонвиллер, Франция) — видный французский православный философ, патролог, богослов и писатель. Доктор теологии, доктор философии, хабилитированный доктор, профессор. Автор более 33 книг, переведённых на 19 иностранных языков, более 150 статей и около 700 рецензий.

## Биография
Родился в 1949 году в городке Бадонвиллер на северо-востоке Франции в католической семье.
В 1971 году вдохновлённый греческим святоотческим учением принимает православие под духовным руководством старца Сергия (Шевича), жившего в Париже и бывшего духовным отцом таких представителей русской религии и культуры, как богослов Владимир Лосский, философ Николай Бердяев, иконописец инок Григорий (Круг).
С 1973 по 1979 годы с целью получения наставлений Ж.-К. Ларше встречается с некоторыми наиболее известными духовными личностями своего времени — с преп. Иустином (Поповичем) (ныне канонизированным), с архимандритом Софронием (Сахаровым), и во время двух долгих пребываний на Афоне с учениками старца Иосифа Исихаста — преп. Ефремом Катунакским, старцем Харлампием, со старцем Ефремом Филофейским. Особенно долгие беседы проходили со преп. Паисием Афонским, чья поддержка будет иметь большое значение для последующей его жизни.
В 1987 году получает в Университете Нанси II учёную степень доктора философии, защитив под научным руководством Алена Гужье диссертацию по теме «Этиология, семиология и терапия духовных недугов: введение в аскетическую традицию православного христианства». В 1994 году получил в Страсбургском университете доктора теологии, защитив под научным руководством Пьера Мараваля диссертацию по теме «Определение человека согласно святому Максиму Исповеднику». В 1996 году стал хабилитированным доктором (HDR), в 2005 году Государственным советом университетов (CNU) ему присваивается учёное звание профессора.
Параллельно с преподаванием философии в течение тридцати пяти лет, занимается богословием и исследованиями.

## Богословская деятельность
Является автором тридцати шести книг, вышедших в Париже в издательстве Cerf и в Женеве издательством Syrtes, сто восемьдесят статей, опубликованных в различных коллективных трудах и международных журналах и около шести ста рецензий в многочисленных французских и зарубежный изданиях (среди прочего в Revue d'histoire et de philosophie religieuses Страсбургского университета, в Revue des sciences religieuses Страсбургского университета, и в Revue d’histoire ecclésiastique Луванского университета, а также на странице Интернета www.orthodoxie.com).
Издатель 37 книг, к которым им написано вступительное слово — в своём большинстве это французские переводы основных трудов прп. Максима Исповедника, аподиктических трактатов св. Григория Паламы, теологических сочинений Григория Кипрскрого, а также книги издательства L’Age d’Homme, входящие в основанную им серию «Grands spirituels orthodoxes du XXe siècle» (Великие подвижники ХХ-го века), руководителем которой он является.
Ж.-К. Ларше приглашался во многие страны миры читать лекции, проводить семинары и конференции, участвовать в симпозиумах (во Францию, Англию, Аргентину, Бельгию, Болгарию, Германию, Грецию, Грузию, Испанию, Италию, Канаду, Кипр, Ливан, Люксембург, Румынию, Россию, Сербию, Словакию, США, Черногорию, Швейцарию).
Его труды, переведённые в настоящее время на 19 языков — английский (США и Канада), арабский (Ливан и Сирия), болгарский, голландский (нидерландский), греческий, грузинский, испанский, итальянский, каталонский, корейский, македонский, немецкий, польский, португальский (Португалия и Бразилия), румынский, русский, сербский, чешский, японский, принесли ему международное признание как патролога и православного теолога.
Сочинения сосредоточены на семи основных темах:
- Вопросы, касающиеся здоровья, болезней (телесных, психических и духовных), путей их излечения, тема страдания, смерти, тема тела;
- Биоэтические проблемы, затрагивающие начало и конец жизни;
- Исследование жизни, трудов и мыслей прп. Максима Исповедника, причисляемого Ж.-К. Ларше к наиболее значительным богословам мира;
- Теология божественных энергий;
- Православное богословие в основополагающем патристическом учении и его современное выражение;
- Экклезиология;
- Догматические вопросы, являющиеся спорными между различными Церквями и христианскими конфессиями (Филиокве, божественная и человеческая природа Иисуса Христа, соотношение между «лицом» и «природой» в богословии Троицы, христология и антропология).

Труды Ж.-К. Ларше проникнуты стремлением найти ответы на этические, духовные, богословские вопросы и нужды современных людей. Он основывается на богатейшем библейском, патристическом и литургическом достоянии православной Церкви, характеризующимся неукоснительной верностью Традиции, сочетанием научной точности и эрудированности с реальным опытом церковной и духовной жизни.

## Научные труды

### Книги
на французском языке
- Théologie de la maladie, Cerf, Paris, 31.10.1991. — 137 Pages ; 2e éd., 1994 ; 3e éd., 2001. ISBN 2204042900 ISBN 978-2204042901
- Thérapeutique des maladies mentales. L’expérience de l’Orient chrétien des premiers siècles, Cerf, Paris, 09.09.1992. — 180 Pages; rééd. 2004, 2008. ISBN 2204045187 ISBN 978-2204045186
- Thérapeutique des maladies spirituelles. Une introduction à la tradition ascétique de l’Église Orthodoxe, Éd. de l’Ancre, Paris-Suresnes, 1991 ; 2e éd., 1993 ; Cerf, Paris, 3e éd., 1997 ; 4e éd., 04.10.2000. — 180 Pages ; 5e éd., 2007 ; 6e éd. 2013. ISBN 2204055301 ISBN 978-2204055307
- Introductions aux œuvres de saint Maxime : Ambigua, Éditions de l’Ancre, Paris-Suresnes, 1994 ; Lettres, Cerf, Paris, 1998 ; Opuscules théologiques et polémiques, Cerf, Paris, 1998 ; Questions et difficultés, Cerf, Paris, 1999 ; Questions à Thalassios, Cerf, Paris, coll. «Sources chrétiennes», t. 1, 2011 ; t. 2, 2012 ; t. 3, 2015.
- Introduction aux Traités apodictiques sur la procession du Saint-Esprit de saint Grégoire Palamas, Éditions de l’Ancre, Paris-Suresnes, 1995 ; 2e éd. revue et corrigée Traités démonstratifs sur la procession du Saint-Esprit, Cerf, Paris, 2017. ISBN 2204116831
- Ceci est mon corps. Le sens chrétien du corps selon les Pères de l'Église, La Joie de Lire, Genève, 19.03.1996. — 137 Pages ; 2e éd., revue et augmentée : Théologie du Corps, Cerf, Paris, 2009. ISBN 288258069X ISBN 978-2882580696
- La Divinisation de l’homme selon saint Maxime le Confesseur, Cerf, Paris, 1996 ; rééd. 2009. ISBN 2204052493
- Maxime le Confesseur, médiateur entre l’Orient et l’Occident, Cerf, Paris, 1998. ISBN 2204059498
- Pour une éthique de la procréation. Éléments d’anthropologie patristique, Cerf, Paris, 1998 ; rééd. 2009. ISBN 2204058580
- Dieu ne veut pas la souffrance des hommes, Cerf, Paris, 1999 ; 2e éd., revue et augmentée, 2008. ISBN 2204086029
- Saint Silouane de l’Athos, Cerf, Paris, 07.02.2001. — 404 Pages; rééd. 2004. ISBN 2204065439 ISBN 978-2204065436
- La Vie après la mort selon la Tradition orthodoxe, Cerf, Paris, 2001 ; rééd. 2004, 2011. ISBN 220406713X
- Le Chrétien devant la maladie, la souffrance et la mort, Cerf, Paris, 2002 ; rééd. 2004, 2010, 2017. ISBN 2204070947
- Saint Maxime le Confesseur (580—662), Cerf, Paris, 2003 ; rééd. 2011. ISBN 2204071560
- Le Starets Serge, Cerf, Paris, 28.10.2004. — 166 Pages ; ISBN 2204076244 ISBN 978-2204076241
- L’Inconscient spirituel, Cerf, Paris, 05.05.2005. — 257 Pages; rééd. 2008, 2011. ISBN 2204077879 ISBN 978-2204077873
- Variations sur la charité. Paris: Cerf, 2007. ISBN 2204084751
- L’Iconographe et l’artiste, Cerf, Paris, 07.02.2008. — 166 Pages; rééd. 2017. ISBN 220408476X ISBN 978-2204084765
- Théologie du corps. Paris: Cerf, 2009. ISBN 2204090026
- La théologie des énergies divines. Des origines à saint Jean Damascène, Cerf, Paris, 2010. ISBN 2204090085
- Une fin de vie paisible, sans douleur, sans honte… Un éclairage orthodoxe sur les questions éthiques liées à la fin de la vie, Cerf, Paris, 07.05.2010. — 264 Pages ; ISBN 2204091278 ISBN 978-2204091275
- Personne et nature. La Trinité — Le Christ — L’homme. Contributions aux dialogues interorthodoxes et interchrétiens contemporains, Cerf, Paris, 2011. ISBN 2204096237
- L’Église, corps du Christ, I, Nature et structure, Cerf, Paris, 2012. ISBN 2204096245
- L’Église, corps du Christ, II, Les relations entre les Églises, Cerf, Paris, 2012. ISBN 2204097721
- La Vie et l’œuvre théologique de Grégoire II de Chypre (1241—1290), patriarche de Constantinople, Cerf, Paris, 2012 ; rééd. 2017. ISBN 2204097152
- Le Patriarche Paul de Serbie. Un saint de notre temps, L'Âge d’Homme, Lausanne, 2014. ISBN 2825144231
- La vie sacramentelle, Cerf, Paris, 2014 ; rééd. 2017. ISBN 2204102822
- Saint Gabriel, Fol-en-Christ de Géorgie, L'Âge d’Homme, Lausanne, 2015. ISBN 2825145505
- La vie liturgique, Cerf, Paris, 2016. ISBN 2204106208
- Malades des nouveaux médias, Cerf, Paris, 25.11.2016. — 323 Pages ; ISBN 2204114863 ISBN 978-2204114868
- Les fondements spirituels de la crise écologique, Syrtes, Genève, 2018. ISBN 2940523894
- Les animaux dans la spiritualité orthodoxe, Syrtes, Genève, 2018. ISBN 294052386X
- «En suivant les Pères…» La vie et l'œuvre du Père Georges Florovsky, Syrtes, Genève, 2019. ISBN 2940628432
- Petite théologie pour les temps de pandémie, Syrtes, Genève, 2020.ISBN 2940628815
- Ascètes au milieu du monde, Syrtes, Genève, 17.06.2021. — 394 Pages ; ISBN 2940628904 ISBN 978-2940628902
- Mont Athos. Carnets 1974—2015, Syrtes, Genève, 20.01.2022. — 291 Pages ; ISBN 2940701075 ISBN 978-2940701070
- Qu’est-ce que la théologie ? Méthodologie de la théologie orthodoxe dans sa pratique et son enseignement, Syrtes, Genève, 10.11.2022. — 180 Pages ; ISBN 2940701377 ISBN 978-2940701377
- Transfigurer le genre, Syrtes, Genève, 03.11.2023. — 240 Pages ; ISBN 2940701717 ISBN 978-2940701711
- La Prière de Jésus selon les moines du Mont Athos, Salvator, Paris, 06.06.2024. — 238 Pages ; ISBN 2706726997 ISBN 978-2-6867-2699-6
- La théorie du genre contre le genre humain, Salvator, Paris, 16.10.2024. — 144 Pages ; ISBN 2706727802 ISBN 978-2706727801

Переводы на русский язык
- Преподобный Максим Исповедник — посредник между Востоком и Западом. / Вст. ст. А. И. Сидорова. — М.: Сретенский монастырь, 2004. ISBN 5-7533-0333-1
- Старец Сергий. — М.: Православный Свято-Тихоновский гуманитарный университет, 2006. ISBN 978-5-7429-0785-5
- Исцеление психических болезней : опыт христианскаго востока первых веков. — М.: Сретенский монастырь, 2007. Издание второе — М: Сретенский монастырь, 2008. Издание третье — М: Сретенский монастырь, 2011. ISBN 978-5-7533-0641-8
- Бог не хочет страдания людей. — М.: Паломник, 2014. ISBN 978-5-88060-055-7
- Преподобный Силуан Афонский. — M.: Православный Свято-Тихоновский гуманитарный университет, 2015. ISBN 978-5-7429-0471-7
- Патриарх Павел. Святой наших дней. — М: Сретенский монастырь, 2015. ISBN 978-5-7533-1076-7
- Болезнь в свете православного вероучения. — М: Сретенский монастырь, 2016. ISBN 978-5-7533-1274-7
- Жизнь после смерти согласно Православной Традиции. — М: Сретенский монастырь, 2017. ISBN 978-5-7533-1399-7
- Исцеление духовных болезней. Введение в аскетическую традицию Православной Церкви. — Сергиев Посад: Московская духовная академия, 2018. ISBN 978-5-87245-233-9
- Лицо и природа. Православная критика персоналистских теорий Христоса Яннараса и Иоанна Зизиуласа. — М.: Паломник, 2020. ISBN 789361
- Человеческое тело в свете православного вероучения. — М: Сретенский монастырь, 2021. ISBN 978-5-7533-1681-3
- Что такое богословие? Методология православного богословия в его практике и преподавании. — М.: Паломник, 2021. ISBN 978-5-87468-136-4
- Духовное бессознательное. Православная концепция бессознательного и её применение в лечении психических и духовных недугов. — М.: Сретенский монастырь, 2021. ISBN 978-5-7533-1713-1
- «Последуя святым отцам…»: Жизнь и труды протоиерея Георгия Флоровского. — M.: Паломник, 2022. ISBN 978-5-87468-182-1
- Обратная сторона новых медиа. — М.: Издательство Сретенского монастыря, 2023. — 304 с. ISBN 978-5-7533-1828-2
- Вариации на тему любви и милости. — М.: Издательство Сретенского монастыря, 2024. — 352 с. ISBN 978-5-7533-1850-3

Переводы на чешский язык
- Jean-Claude Larchet — John Meyendorff — Hugo Rahner — František Dvorník — Giacomo Morandi, Tradice Východu a Západu v dialogu. Specifikace interkulturního a ekumenického dialogu, Refugium Velehrad-Roma 2015. ISBN 978-80-7412-201-9 (Авторы: Жан-Клод Ларше — Иоан Мейендорф — Хьюго Ранер — Франтишек Дворник — Джакомо Моранди, Традиции Востока и Запада в диалоге III. — межкультурный и экуменический диалог II)

Переводы на английский язык
- The Theology of Illness, St Vladimirs Seminary Press, Crestwood, New York, 2002. — 131 pages. ISBN 0881412392 ISBN 978-0881412390
- Mental Disorders and Spiritual Healing: Teachings from the Early Christian East, Sophia Perennis, Hillsdale, New York — 180 pages. ISBN 159731045X ISBN 978-1597310451
- Therapy of Spiritual Illnesses, Alexander Press, Montréal, 2012. — 800 pages. ISBN 1896800394 ISBN 978-1896800394
- Elder Sergei of Vanves: Life and Teachings, Divine Ascent Press, Manton, California, 2012. — 166 pages. ISBN 0971413983 ISBN 978-0971413986
- Theology of the Body, St Vladimirs Seminary Press, Yonkers, New York, 2017. — 107 pages. ISBN 088141560X ISBN 978-0881415605
- The Spiritual Unconscious, Alexander Press, Montréal, 2020. — 265 pages. ISBN 1896800556 ISBN 978-1896800554
- Life after death according to the Orthodox Tradition, 2nd edition, Holy Trinity Publications, Jordanville, New York, 07.12.2021. — 290 pages. ISBN 088465477X ISBN 978-0884654773
- The New Media Epidemic. The Undermining of Society, Family and Our Own Soul, Holy Trinity Publications, Jordanville, New York, 01.03.2019. — 208 pages. ISBN 0884654710 ISBN 978-0884654711
- The Spiritual Roots of the Ecological Crisis, Holy Trinity Publications, Jordanville, New York, 11.03.2022. — 161 pages. ISBN 2940628394 ISBN 978-0884654865
- What is Theology? An Orthodox Methodology, Holy Trinity Publications, Jordanville, New York, 16.01.2024. — 146 pages. ISBN 1942699514 ISBN 978-1942699514

Переводы на румынский язык
- Teologia bolii, ed. Oastea Domnului, Sibiu, 1997, ediția 2: 2005, ISBN 973-710-041-7 ; ediția 3: Sophia, București, 2020, ISBN 978-973-136-736-1
- Terapeutica bolilor mintale, ediția 1: traducere de Florin Sicoie, Harisma, București, 1997 ; ediția 2: traducere de Marinela Bojin, Sophia, București, 2008, ISBN 978-973-136-066-9
- Terapeutica bolilor spirituale, traducere de Marinela Bojin, Sophia, București, 2001, ISBN 973-8207-13-4
- Dumnezeu este iubire. Mărturia Sfântului Siluan Athonitul, traducere de Marinela Bojin, Sophia, București, 2001, ediția 2: 2015, ISBN 973-8207-13-4
- Etica procreației în învățătura Sfinților Părinți, traducere de Marinela Bojin, Sophia, București, 2003, ISBN 973-8207-88-6
- Creștinul în fața bolii, a suferinței și morții, traducere de Marinela Bojin, Sophia, București, 2004, ISBN 973-7740-38-6
- Acesta este Trupul Meu, traducere de Marinela Bojin, Sophia, București, 2006, ISBN 973-7623-54-6
- Tradiția ortodoxă despre viața după moarte, traducere de Marinela Bojin, Sophia, București, 2006, ISBN 973-7623-20-7
- Ţine candela inimii aprinsă. Învățătura Părintelui Serghie, traducere de Marinela Bojin, Sophia, București, 2007, ISBN 978-973-136-011-9
- Dumnezeu nu vrea suferința omului, traducere de Marinela Bojin, Sophia, București, 2008, ISBN 973-136-113-0
- Inconștientul spiritual sau adâncul neștiut al inimii, traducere de Marinela Bojin, Sophia, București, 2009, ISBN 978-973-136-154-3
- Despre iubirea creștină, traducere de Marinela Bojin, Sophia, București, 2010, ISBN 978-973-136-219-9
- Semnificația trupului în Ortodoxie, traducere de Monahia Antonia, Basilica, București, 2010, ISBN 978-606-8141-33-6
- Sf. Maxim Mărturisitorul. Mediator între Răsărit și Apus, traducere de Daniela Cojocariu, Doxologia, Iași, 2010, ISBN 978-6068117-67-6
- Iconarul și artistul, traducere de Marinela Bojin, Sophia, București, 2012, ISBN 978-973-136-285-4
- Sfârșit creștinesc vieții noastre, fără durere, neînfruntat, în pace…, traducere de Marinela Bojin, Basilica, București, 2012, ISBN 978-606-8141-68-8
- De ce Biserica Ortodoxă nu acceptă incinerarea ?, traducere de Marinela Bojin, Basilica, București, 2013, ISBN 978-606-84-95-11-8
- Sfântul Maxim Mărturisitorul. O introducere, traducere de Marinela Bojin, Doxologia, Iași, 2013, ISBN 978-606666-071-6
- Persoană și Natură. Sfânta Treime — Hristos — Omul, traducere de Pr. prof. Dragoș Bahrim și Marinela Bojin, Basilica, București, 2013, ISBN 978-606-8495-04-0
- Biserica Trupul lui Hristos, I, Natura și structura Bisericii, traducere de Marinela Bojin, Sophia, București, 2013, ISBN 978-973-136-381-3
- Biserica Trupul lui Hristos, II, Relațiile dintre Biserici, traducere de Marinela Bojin, Sophia, București, 2014, ISBN 978-973-136-399-8
- Patriarhul Pavle al Serbiei. Un sfânt al vremurilor noastre, traducere de Marinela Bojin, Sophia, București, 2014, ISBN 978-973-136-478-0
- Viața sacramentală, traducere de Marinela Bojin, Basilica, București, 2015, ISBN 978-973-136-381-3
- Viața și opera teologică a lui Grigorie al II-lea Cipriotul, Patriarhul Constantinopolului. Cu traducerea integrală a tratatelor, traducere de Marinela Bojin şi Laura Enache, Doxologia, Iași, 2016, ISBN 978-606-666-506-3
- Teologia energiilor dumnezeieşti. De la origini până Sfântul Ioan Damaschin, traducere de Marinela Bojin, Basilica, București, 2016, ISBN 978-606-29-0124-0
- Sfântul Gavril Ivireanul cel nebun pentru Hristos, traducere de Marinela Bojin, Sophia, București, 2016, ISBN 978-973-136-515-1
- Viaţa Litugică, traducere de Felicia Dumas, Doxologia, Iaşi, 2018, ISBN 978-606-666-676-3
- Captivi în Internet, traducere de Marinela Bojin, Sophia, București, 2018, ISBN 978-973-136-624-1
- Îndumnezeirea omului la Sfântul Maxim Mărturisitorul, traducere de Marinela Bojin, Basilica, București, 2019, ISBN 978-606-29-0295-7
- Captivi în Internet, traducere de Marinela Bojin, Sophia, București, 2018, ISBN 978-973-136-685-2
- Fundamentele spirituale ale crizei ecologice, traducere de Marinela Bojin, Sophia, București, 2019, ISBN 978-973-136-710-1
- Animalele în spiritualitea ortodoxă, traducere de Marinela Bojin, Sophia, București, 2019, ISBN 978-973-136-685-2
- Mic ghid teologic și duhovnicesc pentru vreme de pandemie, traducere de Marinela Bojin, Sophia, București, 2021, ISBN 978-973-136-787-3
- Ce este Teologia ? Noțiuni de metodologie în practica și în predarea Teologiei Ortodoxe, Basilica, București, 2021, ISBN 978-606-290439-5
- Athosul Si Duhovnicii Pe Care I-Am Cunoscut, Sophia, 26.05.2023. — 248 pagini ; ISBN 9731369074 ISBN 978-9731369075

### Статьи
- Ларше Ж.-К. (Larchet J.-C.). Maladie et péché [Болезнь и грех] // Вестник Русского Западно-Европейского Патриаршего Экзархата — М., 1976. № 93-96.
- Ларше Ж.-К. (Larchet J.-C.). Le sens spirituel de la maladie [Духовный смысл болезни] // Вестник Русского Западно-Европейского Патриаршего Экзархата. — М., 1983. — № 113.
- Ларше Ж.-К. Вопрос о первенстве рима в трудах св. Максима Исповедника. В книге под ред. Вальтера Каспера, Петрово Служение. Диалог католиков и правос. — М: Библейско-богословский институт св. апостола Андрея, 2006, C. 212—235.
- Ларше Ж.-К. Христологический вопрос. По поводу проекта соединения Православной Церкви с Дохалкидонскими Церквами: нерешенные богословские и экклезиологические проблемы / пер.: Савва (Тутунов), иеромонах // Богословские труды. — М., 2007. № 41.
- Ларше Ж.-К. О письмах святого Максима. В книге Максим Исповедник, Письма. Пер. Е. Начинкин, сост. Г. И. Беневич, предисл. Ж.-К. Ларше. — СПб.: Изд-во СПбГУ, 2007.
- Ларше Ж.-К. Исторические основания антихалкидонизма и монофизитства Армянской церкви (V—VIII вв.) // Богословский Вестник, 2008, № 7.
- Ларше Ж.-К. Иисус Христос — Исцелитель // Богословский вестник, 2010, № 10.
- Ларше Ж.-К. Что такое богословие? // Вестник Православного Свято-Тихоновского гуманитарного университета. — M., 2012. № I : 3 (41).
- Ларше Ж.-К. Идея времени в трудах Преподобного Максима Исповедника // Материалы кафедры богословия МДА, 2012—2014— Сергиев Посад, 2013.
- Ларше Ж.-К. Образ Обожения // Перевод с английского Глазистова Дионисия статьи Larchet, J.-C. (2015) The Mode of Deification.// The Oxford Handbook of Maximus the Confessor. Ed. Allen, P. and Neil, B.: 341—359 (Oxford).
- Ларше Ж.-К. Пророческое значение Святой горы Афон в современном мире // Монастырский вестник, 2016.
- Ларше Ж.-К. О принципах правильного использования патристических исследований в православном богословии // Учебный Комитет РПЦ, 2019.
- Ларше Ж.-К. О некоторых проблемах, связанных с характеристикой наследия Владимира Лосского // Вопросы Теологии, 2019, Том 1 № 2.

## Интервью
- Ако нямаш ближен, нямаш и Бог // «Двери на Православието», 26.07.2011 г. (перевод с болгарского)
- «Отцы пустыни : непревзойденный опыт» интервью в ежедневной газете «La Croix»
- Христа ради «сумасшедшие» // Фома, 2012, № 110.
- Святые — вот кто истинные богословы.
- Интервью с профессором Жаном-Клодом Ларше // Материалы кафедры богословия МДА, 2012—2014. — Сергиев Посад, 2013.
- Самотождество во Христе // Вода живая. Санкт-Петербургский церковный вестник, 2014, № 5.
- Мы должны дать нашим детям внутренний компас, который укажет им путь там, где все сбиты с пути // Фома, 2015, № 147.
- «Мы побеждаем смерть при воскресении, но также и день ото дня». Интервью в еженедельнике Lumina Duminică 17.04.2017
- Без Причастия — но со Христом! Жан-Клод Ларше о духовном происхождении, природе и смысле эпидемии коронавируса. Часть 1. // Православие.ру
- Без Причастия — но со Христом! Жан-Клод Ларше о духовном происхождении, природе и смысле эпидемии коронавируса. Часть 2. // Православие.ру